# U.S. Post Office Wappingers Falls

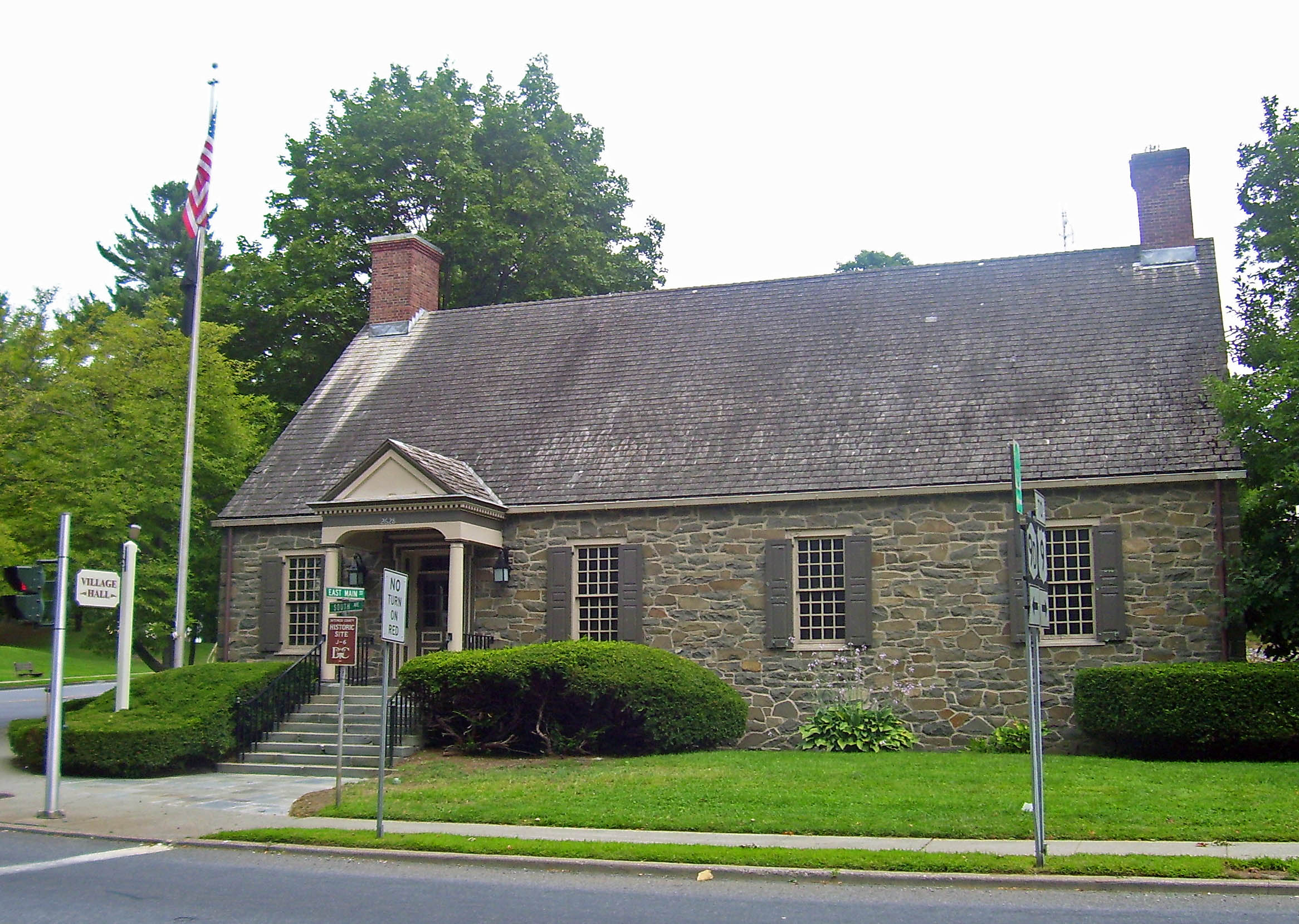
Das Gebäude im Jahr 2007.

Wappingers Falls Village Hall ist ein ehemaliges Postamt und eine heutige Village Hall in Wappingers Falls im Dutchess County, New York an der Kreuzung von South Street (New York State Route 9D) und East Main Street. Das Gebäude wurde 1940 errichtet und war ein Projekt der Works Progress Administration. Der damalige US-Präsident Franklin D. Roosevelt nahm persönlich Einfluss auf das Projekt, wie er es bereits mit den neuen Postamtsgebäuden in anderen Siedlungen des Dutches Countys getan hatte.
Roosevelt wünschte, dass das Gebäude mit Feldsteinen errichtet wurde, ganz im Stil der vielen Häuser aus der Zeit der niederländischen Kolonialisierung des Hudson Valleys und entschied sich für das Brouier-Mesier-Haus in der Ortschaft als Vorbild für den Entwurf. Der örtlich ansässige Architekt R. Stanley Miller, der bereits in ähnlicher Bauart das Postamt in Rhinebeck, New York das dortige Postamt plante, wurde für die Arbeit verpflichtet.
Das Gebäude wurde 1989 in das National Register of Historic Places aufgenommen. Es war bereits vorher ein Bestandteil des Wappingers Falls Historic Districts, der bereits 1984 in das Register eingetragen worden war. Der U.S. Postal Service siedelte inzwischen in ein größeres Gebäude um, das einige Straßenblocks weiter an der East Main Street liegt. Die Verwaltung des Villages nutzt seitdem das Gebäude zur Erfüllung eines Großteils der Verwaltungsaufgaben und baute einen neuen Flügel an. Dieser ist zwar schindelverkleidet, aber ansonsten passend zum ursprünglichen Entwurf. Der Anbau an der Gebäuderückseite beherbergt die Polizeidienststelle.
Die anderen Postämter im Dutches County, auf deren Planung Roosevelt Einfluss genommen hat, sind:
- U.S. Post Office Beacon
- U.S. Post Office Ellenville
- U.S. Post Office Hyde Park
- U.S. Post Office Poughkeepsie
- U.S. Post Office Rhinebeck